# ANTI-

Logo

ANTI- is een zusterlabel van platenlabel Epitaph Records. Het werd in 1999 opgericht door Andy Kaulkin. Waar Epitaph zich vooral op punkrock richt, varieert de portfolio van ANTI- van hiphop tot indierock, en reggae tot country.
Anti- verwierf voor het eerst de aandacht door in 1999 Tom Waits' Grammy Award-winnende album Mule Variations uit te brengen. etiketten.

## Andy Kaulkin
Kaulkin was werkzaam bij Epitaph, waar hij het tot president bracht.
Als muzikant speelde Kaulkin piano op "Haggard (Like I've Never Been Before)", het titelnummer van Merle Haggards album Like Never Before. Hij werkte ook als componist, muzikant en producer op het Blues Got Soul album van King Ernest.

## Lijst van artiesten met werk uitgebracht door ANTI-
- Antibalas Afrobeat Orchestra
- A Girl Called Eddy
- Bettye LaVette
- Billy Bragg
- Blackalicious
- Buju Banton
- Daniel Lanois
- Danny Cohen
- Eddie Izzard
- Elliott Smith
- Greg Graffin
- Joe Henry
- Jolie Holland
- Marianne Faithfull
- Michael Franti
- Merle Haggard
- Neko Case
- Nick Cave and the Bad Seeds
- Pete Philly & Perquisite
- Porter Wagoner
- Ramblin' Jack Elliott
- Sol.iLLaquists of Sound
- Solomon Burke
- The Frames
- The Locust
- Tim Fite
- Tom Waits
- Xavier Rudd